# Строхкюр
Строхкюр (на исландски: Strokkur, произношение на английски Строкър) е гейзер, който се намира на 80 km източно от Рейкявик, столицата на Исландия.
На всеки 4 – 10 минути синьо-зеленикавата вряща вода на езерце с диаметър около 3 m започва да клокочи, да се надига и да се издува като балон. Скоро водният мехур се пуква и към небето с фучене и рев полита гигантска струя от свистяща пара и вряща вода с височина повече от 22 m. След секунди парата уляга със съскане, водата се успокоява и гейзерът притихва до следващото изригване.
Преди време водите на фонтана достигат до 70 метра височина. С времето Строхкюр изригва на все по-големи интервали. Тъй като през 1935 г. част от водата му била отклонена, е бликвал на по-малки струи и от 3 метра, но с времето е възвърнал предишните си количеста на водата, а с тях и скоростта.
Причината да има гейзери в Исландия е, че тя се намира на Средноатлантическия хребет, където 2 от големите литосферни плочи се разделечават и създават неустойчива зона, която води до избликване на разтопена магма. Магмата нагрява водата, която се готви да избликне от гейзерите. Тези фонтани от вода и пара се появяват там, където магмата се намира най-близо до повърхността на Земята. Вода се просмуква през пукнатините в скалите и оформя подводни резервоари. Водата се нагрява от камъните, които са нагряти от магмата. Част от водата се превръща в пара, налягането ѝ се повишава и гейзерът избликва.